# Salt Fork Arkansas River
Der Salt Fork Arkansas River ist ein 309 Kilometer langer Nebenfluss des Arkansas River in Südkansas und Nordoklahoma und gehört zum Einzugsgebiet des Mississippi Rivers.

## Verlauf
Der Fluss entspringt im Comanche County in Kansas und durchfließt zunächst in südöstlicher Richtung die Countys Barbier, Kansas und Woods, Oklahoma. Im Alfalfa County wird der Fluss zum Great Salt Plains Lake gestaut.
In Alva macht der Fluss einen Bogen und fließt dann bis zu seiner Mündung Richtung Osten durch die Alfalfa, Grant, Kay und Noble Countys in Oklahoma. Er passiert dabei die Städte Pond Creek, Lamont und Tonkawa.
Sieben Kilometer südlich von Ponca City mündet der Fluss in den Arkansas River. 
Die größten Nebenflüsse des Salt Fork Arkansas River sind der Medicine Lodge River im Alfalfa County und der Chikaskia River im Kay County.

## Namensvarianten
Das Geographic Names Information System nennt für den Salt Fork Arkansas River die folgenden früheren Namen:
| - Grand Sabine River - Grand Saline River - Kai it tu - Kits Kait - Kiz pahuti hoddi - Little Arkansas River - Little River - Ne Shudse Shunga - Nesuketonga River | - Red Fork Arkansas River - Red Fork of Arkansas River - Salt Fork - Salt Fork Creek - Salt Fork of Arkansas River - Salt Fork of the Arkansas - Salt Fork of the Arkansas River - Salt Fork River |